# Introspectiva (álbum)
Introspectiva es el primer disco como solista del músico peruano Diego Dibós, lanzado en febrero de 2007. El álbum recibió buena recepción en Colombia y fue distribuido en Estados Unidos, Puerto Rico y Panamá.

## Lista de canciones
1. Cerca
2. Angel
3. Luna
4. Una luz
5. La noche
6. Niña linda
7. Te quiero alucinar
8. Anormal
9. Fémina
10. Regresar
11. Se me olvidó cuidarte
12. ¿Qué voy a hacer?